# Alfred I. duPont Charitable Trust
Die Alfred I. duPont Charitable Trust, bis Mai 2018 Alfred I. duPont Testamentary Trust, ist eine amerikanische Stiftung mit Sitz in Jacksonville (Florida). Die Stiftung entstand aus dem Erbe des 1935 verstorbenen Industriellen Alfred I. du Pont und kontrolliert heute ein Vermögen von rund sechs Milliarden Dollar. Einziger Nutznießer ist heute die Nemours Foundation.

## Geschichte
Alfred I. du Pont (1864–1935) hatte durch seine wirtschaftlichen Aktivitäten ein Vermögen von rund 40 Millionen Dollar angesammelt. Dieses bestand hauptsächlich aus Aktien der DuPont, Landbesitz in Florida, sieben Instituten der Florida National Bank sowie den Anwesen Nemours Forest in Delaware und Epping Forest in Florida.
Ab Anfang der 1930er Jahre begann der 1864 geborene du Pont zusammen mit seinem Rechtsberater Raymond D. Knight sein Testament zu schreiben. Seine Unterschrift leistete er am 1. November 1932. Seine Ehefrau Jessie erhielt seinen persönlichen Besitz sowie das Anwesen Epping Forest mit allen Einkünften für den Rest ihres Lebens. Eine Anzahl Verwandter und langjähriger Mitarbeiter erhielten Einmalbeträge beziehungsweise jährliche Zahlungen. Seine Kinder sowie sein Schwager Edward Ball erhielten jeweils 5000 Aktien sowie Jessies weitere Geschwister jeweils 1000 Aktien der Holdinggesellschaft Almours Securities. Der übrige Besitz wurde in die Stiftung Alfred I. du Pont Testamentary Trust eingebracht. 1939 wurde der Wert des Vermögens mit 72,5 Millionen US-Dollar angegeben.
Als Treuhänder der Stiftung wurden Alfreds Frau Jessie Ball DuPont, sein Schwager Edward Ball, sein Schwiegersohn Reginald S. Huidekoper sowie als institutioneller Treuhänder die Florida National Bank of Jacksonville eingesetzt. Daneben erhielten die Treuhänder den Auftrag die gemeinnützige Gesellschaft Nemours Foundation zu gründen, der die Gewinne aus dem Treuhandvermögen zugutekommen sollten.
Edward Ball wurde in den folgenden Jahren die treibende Kraft der wirtschaftlichen Aktivitäten der Stiftung. Mit dem vorhandenen Barvermögen sowie vorhandenen Grundbesitz in Florida wurde die St. Joe Paper Company gegründet. Um die notwendigen Investitionen voranzutreiben, wurden 1938 die Anteile an der Almours Securities veräußert sowie eine Zeitlang die jährlichen Zahlungen an die Begünstigten eingestellt. Ball errichtete ein Papierwerk und erwarb weitere Banken. Um das Papierunternehmen mit Holz zu versorgen, wurden entsprechende Waldflächen erworben. 1970 besaß das Unternehmen rund 405 Tausend Hektar Wald und war damit der größte Grundbesitzer Floridas. 1961 wurde die unter Konkursverwaltung stehende Bahngesellschaft Florida East Coast Railway erworben. 1966 zwang eine veränderte Gesetzeslage zum Verkauf der Banken. In den Jahren 1951 bis 1962 wurde ein Gewinn von rund 74 Millionen Dollar erwirtschaftet. Es kamen aber nur 12 % des Gewinnes der Nemours Foundation zugute. Fast 59 Millionen Dollar flossen an Jessie Du Pont, die das Geld zu einem gewissen Teil in die Nemours Foundation weiterleitete.
1965 kam es nach dem Tod von Elbert Dent zu einem personellen Engpass im Aufsichtsrat der Stiftung. Jessie Ball Du Pont und Edward Ball waren zu diesem Zeitpunkt schon 81 und 77 Jahre alt. Es wurden deshalb neben William B. Mills weitere drei Verwalter gewählt. Zwei der Verwalter waren Vizepräsidenten der St. Joe Paper Company. 1967 wurde der Aufsichtsrat um einen weiteren Posten erweitert. Da der testamentarische Wille keine Angaben zum Umfang des Gremiums macht, entschied ein Gericht darüber.
1980 einigte sich die Stiftung mit den Bundesstaaten Delaware, Florida sowie der Nemours Foundation über die Verwendung der Gewinne. So ist der jährliche Gewinn oder 3 % des Marktwertes (je nachdem was größer ist) an die Nemours Foundation abzuführen. Weiterhin müssen 50 % der Erträge in Delaware ausgegeben werden und es müssen für die Unterhaltung der Aktivitäten der Nemours Foundation in Delaware mindestens 25 Millionen Dollar zur Verfügung stehen.
1981 starb Edward Ball. In der Folge begann eine Neuausrichtung des Unternehmens, die mit der Besetzung von mehreren unbesetzten Treuhandposten 1995 abgeschlossen wurde. Damit verbunden war auch eine Änderung der Investmentstrategie des Besitzes. Zunächst wurden die Aktienanteile an St. Joe Paper durch Verkäufe von 86 % auf 69 % reduziert. 1995 waren rund 70 % der Vermögens von 1,64 Milliarden in St. Joe Paper investiert. Als problematisch erwies sich die geringe jährliche Dividende von St. Joe Paper trotz des hohen Vermögensbestandes. Damit konnte das Ziel 3 % des Vermögens auszuschütten nicht erreicht werden. Die Verwalter begannen das bisher auf Industrieproduktion ausgerichtete Unternehmen in ein Grundbesitzentwicklungsunternehmen umzuformen. Da auch damit nicht genug Einnahmen erzielbar waren, trennte sich der Trust bis 2005 von den meisten seiner Anteilen an dem nunmehr als „St. Joe“ firmierenden Unternehmen. Es besteht seitdem die Vorgabe, nicht mehr als 5 % an einem Unternehmen zu besitzen und gleichzeitig nicht mehr als 5 % des Trustvermögens in einem Unternehmen zu investieren. Im Rahmen dieser strategischen Umwandlung wurde 2005 der letzte institutionelle Verwalter aufgegeben.
Vertreter des Staates Delaware werfen der Stiftung sowie der Nemours Foundation wiederholt vor, dass sie entgegen dem Willen von Alfred I. du Pont zu wenig Mittel in diesem Bundesstaat einsetzt.

## Kontrollierte Unternehmen
Die wichtigsten kontrollierten Unternehmen waren:
- St. Joe Paper Company (1936–2005) mit den Tochterunternehmen
  - Florida East Coast Railway (1961–2000)
  - St. Joe Telephone & Telegraph (1936–1996)
  - Apalachicola Northern Railroad (1936–2002)
- Florida National Bank of Florida (1929–1989)

Durch eine neue Anlagestrategie werden an keinem Unternehmen mehr als 5 % gehalten.

## Nemours Foundation
Die Erträge aus dem Trust kommen ausschließlich der Nemours Foundation zugute. Diese Organisation zur Unterstützung und Hilfe kranker Kinder wurde testamentsgemäß 1936 in Florida gegründet. 1940 wurde die Kinderklinik und Forschungseinrichtung Alfred I. duPont Institute in Wilmington (Delaware) eröffnet. Nach dem Tod von Jessie Du Pont 1970 wurde der testamentarische Wille einer gerichtlichen Prüfung unterzogen. Im Ergebnis wurde der Stiftung damit die Möglichkeit eröffnet, Kindern nicht nur orthopädische Hilfe zu leisten, sondern auch eine umfassende Krankenversorgung (u. a. mit eigenen Krankenhäusern) sicherzustellen.
1979–1984 wurde das Alfred I. duPont Hospital for Children in Wilmington in Betrieb genommen. Zur Krankenversorgung einkommensschwacher alter Menschen wurde 1981 das Nemours SeniorCare-Programm aufgelegt. Im gleichen Jahr wurde das Hope Haven Children’s Hospital in Jacksonville (Florida) erworben. Ab 1991 wurden Kinderkliniken in Jacksonville, Pensacola und Orlando eröffnet.

## Stiftungsleitung
Ursprünglich wurde die Stiftung von drei persönlichen und einem institutionellen Treuhändern geleitet. Der Schwager von Alfred I. Du Pont, Edward Ball, wurde der erste Vorsitzende. Sein Nachfolger wurde 1981 Winfred L. Thornton, Chief Executive Officer der St. Joe Paper und der Florida East Coast Industries. Seit Januar 2005 ist Hugh M. Durden, früheres Vorstandsmitglied der Bank Wachovia, Vorsitzender des Aufsichtsrates. Seit dem Ausscheiden von Alfred Du Pont Dent 1986 ist kein Nachkomme des Stiftungsgründers mehr im Aufsichtsrat vertreten.
1965–1967 wurden der Aufsichtsrat um weitere vier Plätze erweitert.
| 1                                                          | 2                                                            | 3                                                  | 4                                                 | 5                                                   | 6                                                         | 7 | Corporate                          |
| ---------------------------------------------------------- | ------------------------------------------------------------ | -------------------------------------------------- | ------------------------------------------------- | --------------------------------------------------- | --------------------------------------------------------- | --- | ---------------------------------- |
| 19. September 1939–26. September 1970: Jessie Ball Du Pont | 19. September 1939–24. Juni 1981: Edward Ball (Vorsitzender) | 19. September 1939–28. Juni 1943: R. S. Huidekoper |                                                   |                                                     |                                                           | | 1939–1989 Florida National Bank    |
| 19. September 1939–26. September 1970: Jessie Ball Du Pont | 19. September 1939–24. Juni 1981: Edward Ball (Vorsitzender) | 4. Dezember 1943–8. Mai 1965: Elbert Dent          |                                                   |                                                     |                                                           | | 1939–1989 Florida National Bank    |
| 19. September 1939–26. September 1970: Jessie Ball Du Pont | 19. September 1939–24. Juni 1981: Edward Ball (Vorsitzender) | 10. Mai 1965–21. August 1997: William B. Mills     | 10. Mai 1965–19. Mai 1994: Thomas Coldewey        | 10. Mai 1965–10. Januar 1986: Alfred Du Pont Dent   | 10. Mai 1965–7. Januar 1966: A. L. Hargraves              | | 1939–1989 Florida National Bank    |
|                                                            |                                                              | 10. Mai 1965–21. August 1997: William B. Mills     |                                                   |                                                     | 4. Dezember 1967–31. Mai 2000: Jacob C. Belin             | 4. Dezember 1967–31. Januar 2022: Winfred L. Thornton (Vorsitzender vom 1. Juli 1981–31. Dezember 2004) | 1990–2001: First Union Corporation |
| 18. Januar 1995–31. Januar 2017: Herbert H. Peyton         | 18. Januar 1995–31. März 2020 John F. Porter III             | seit 25. Juli 2000: John S. Lord                   | 18. Januar 1995–31. Juli 2014: W. T. Thompson III | seit 18. Januar 2005: Hugh M. Durden (Vorsitzender) | seit 9. Januar 2014–30. Juni 2016: Richard T. Christopher | 4. Dezember 1967–31. Januar 2022: Winfred L. Thornton (Vorsitzender vom 1. Juli 1981–31. Dezember 2004) | 2001–2005: Wachovia                |
| seit 31. Januar 2017: Thomas G. Kuntz                      | seit April 2020 Terri L. Kelly                               | seit 25. Juli 2000: John S. Lord                   |                                                   | seit 18. Januar 2005: Hugh M. Durden (Vorsitzender) | seit Juli 2016: Geoffrey M. Rogers                        | seit Februar 2022: Robert G. Riney                                                                      |                                    |